# Pichia heedii
Pichia heedii är en svampart som beskrevs av Phaff, Starmer, M. Miranda & M.W. Mill. 1978. Pichia heedii ingår i släktet Pichia och familjen Pichiaceae.   Inga underarter finns listade i Catalogue of Life.